# Russische Gesellschaft der Hartmannschen Maschinenbauwerke
Die Russische Gesellschaft der Hartmannschen Maschinenbauwerke (russisch Русское общество машиностроительных заводов Гартмана, abgekürzt РОМЗГ, wiss. Transliteration Russkoe obščestvo mašinostroitel'nych zavodov Gartmana) war eine russische Aktiengesellschaft. Die im Jahre 1896 gegründete Gesellschaft kontrollierte hauptsächlich das Dampflokomotivenwerk Lugansk (genauer Dampflokomotivenwerk der Russischen Gesellschaft der Hartmannschen Maschinenbauwerke in Lugansk (russisch Паровозостроительный завод Русского общества машиностроительных заводов Гартмана в Луганске)), den größten Hersteller von Dampflokomotiven im vorrevolutionären Russland.

## Geschichte

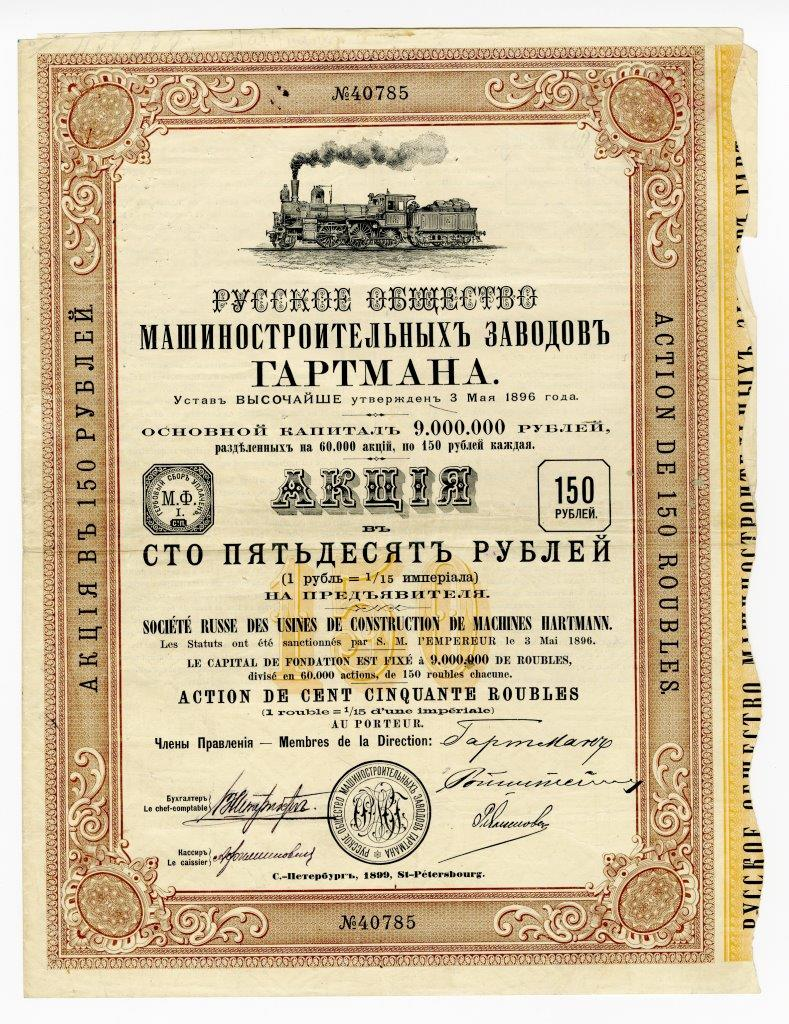
Aktie der Gesellschaft

Die Gesellschaft wurde 1896 vom deutschen Industriellen Gustav Hartmann, einem Miteigentümer der Sächsische Maschinenfabrik vormals Richard Hartmann in Chemnitz, und dem russischen Staatsrat Iwan Leontjewitsch Golschtand (russisch Иван Леонтьевич Гольштанд, wiss. Transliteration Ivan Leont'evič Gol'štand) mit Unterstützung der Dresdner und der St. Petersburger Internationalen Handelsbank in St. Petersburg gegründet. Hartmann war 1895 im Zuge der Industrialisierung von der russischen Regierung eingeladen worden, die Möglichkeit des Baus einer Lokomotivfabrik in Russland zu prüfen. Hartmann und Golschtand legten dem russischen Finanzminister Witte am 12. August 1895 den Entwurf des Statutes der Gesellschaft zur Genehmigung vor.
Das Werk sollte zunächst in Sosnowizk im Gouvernement Petrokow errichtet werden, jedoch erschien dieser Standort im Vergleich zu Lugansk ungünstig. Hartmann und Golschtand beantragten daher am 22. August 1895 den geplanten Standort zu ändern. Die Bekanntgabe der Baus des Werkes in Lugansk im Gouvernement Jekaterinoslaw erfolgte am 15. September 1895, Hartmann hatte in diesem Jahr etwas mehr als 40 Dessjatinen Land in Lugansk zum Bau eines Hüttenwerkes erworben.
Witte berichtete dem Ministerrat am 11. April 1896, dass der Gründung der Gesellschaft und dem Bau einer Lokomotivfabrik nichts im Wege stünde, und so genehmigte der russische Kaiser Nikolaus II. am 3. Mai 1896 die Gründung der Gesellschaft. Die erste Hauptversammlung fand am 18. Juni 1896 statt, auf der der Vorstand gewählt und der Sitz der Gesellschaft in St. Petersburg bestimmt wurden. Vorstandsvorsitzender der Gesellschaft war Gustav Hartmann selbst, sein Stellvertreter der russisch-deutsche Bankier und Lobbyist Adolf Rotschtein. Die Aktiengesellschaft residierte in St. Petersburg in der Kleinen Meeresstraße 3 (Малая Морская ул).
Das Stammkapital der Gesellschaft belief sich anfänglich auf 4 Millionen Rubel. Die 40 000 ausgegebenen Aktien waren hauptsächlich im Besitz deutscher Unternehmen und Internationaler Banken, darunter der Dresdner, der Russisch-Chinesischen Bank und der Paris-Niederländischen Bank. Das Kapital wurde bald auf 9 Millionen Rubel erhöht.
1896 begann die Gesellschaft mit dem Bau einer Lokomotivfabrik am Rande des damals 25 000 Einwohner zählenden Lugansk am Lugan, der 1900 abgeschlossen werden konnte. Im Folgejahr wurde als erste Anlage der Werkes das Kraftwerk in Betrieb genommen, 1898 folgten das Martinswerk, die Eisengießerei und das Walzwerk sowie Rohr- und Kesselwerkstätten, 1899 die Kupfergießerei, eine Dampfschmiede und eine Montagehalle. 1900 ging mit dem Stahlwerk der letzte Teil des Werkes in Betrieb. Im gleichen Jahr verließ die erste fertiggestellte Lokomotive, eine Baureihe Од, das Werk. 1905 wurden 245 Lokomotiven produziert, was 21 % der gesamten Lokomotivproduktion des Russischen Reiches entsprach. Hergestellt wurden Lokomotiven der Baureihen Ов, З, Б und ab 1912 die erste fünffach gekuppelte russische Dampflokomotive der Baureihe Э. Allein von letzterer entstanden bis 1917 in Lugansk über 500 Stück. Bis zum Beginn des Ersten Weltkrieges wurden mehr als 1 500 Lokomotiven gefertigt, daneben produzierte das Werk auch Dampfkessel, Konstruktionselemente für Brücken, Rohre, Reservoirs und Zisternen für Wasser, Alkohol und Kerosin sowie chemische Ausrüstung. Zm Unternehmen gehörten Ziegeleien, Kohlebergwerke und eine Stahlhütte in Lugansk.
Das Unternehmen entwickelte sich erfolgreich, im Jahre 1903 betrug der Buchwert der Anlagen, Waren und Materialien 14,9 Millionen Rubel, es wurde eine Dividende von 8 % ausgeschüttet. Die Zahl der Beschäftigten lag 1908 bei 3 200 und wuchs bis 1916 auf 5 000 an.

## Leitung
Erster Direktor der Lugansker Werkes war von 1896 bis 1902 Ja. I. Anderson (Я. И. Андерсон). Im folgte von 1902 bis 1904 G. W. Treck, ein Verwandter Hartmanns, und ab 1904 der von den Putilow-Werken kommende Ingenieur K. K. Chrschanowski (К. К. Хржановский), der das Werk bis zur am 20. Januar 1918 erfolgten Verstaatlichung leitete.

## Galerie

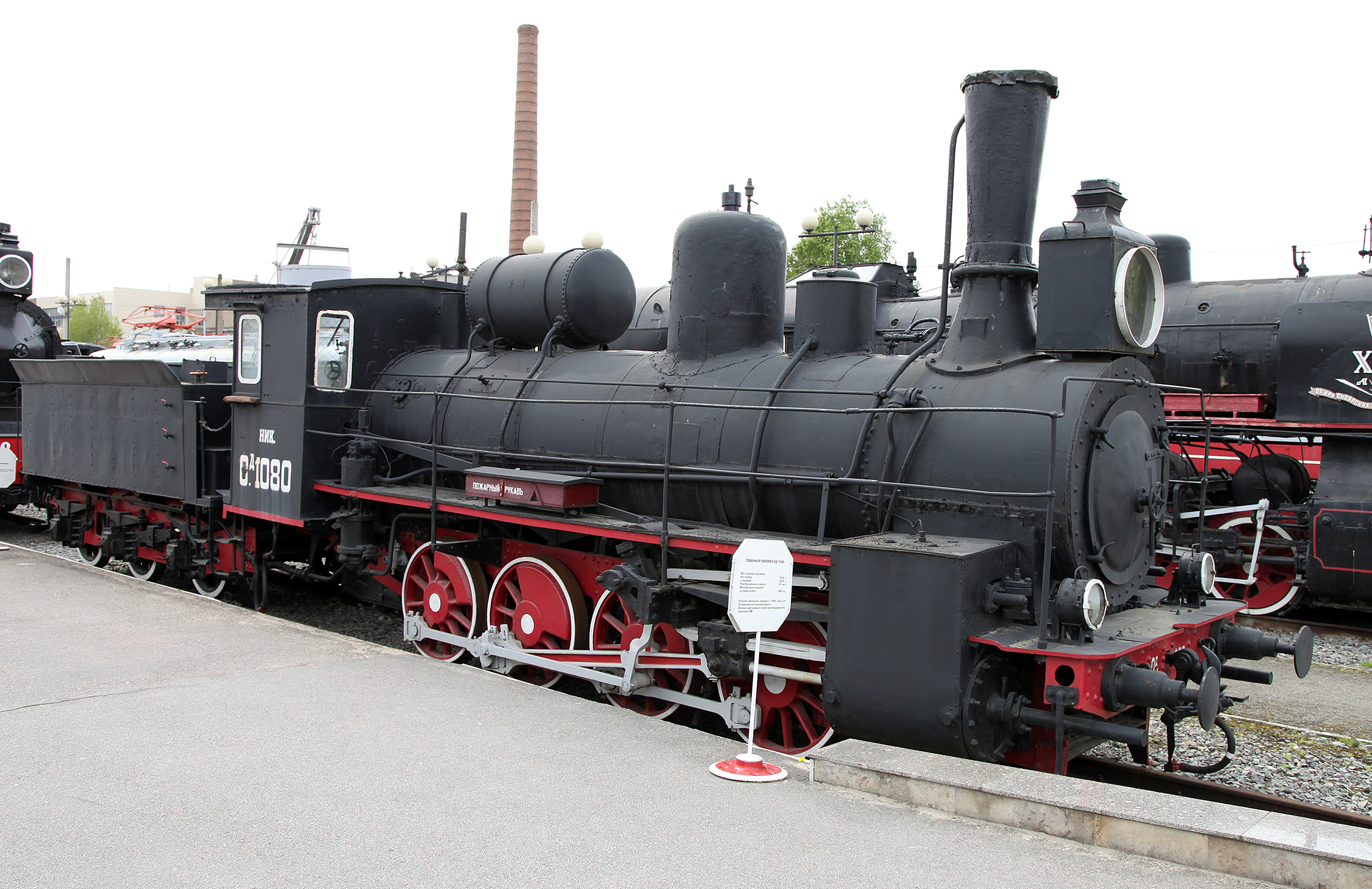
Baureihe Од
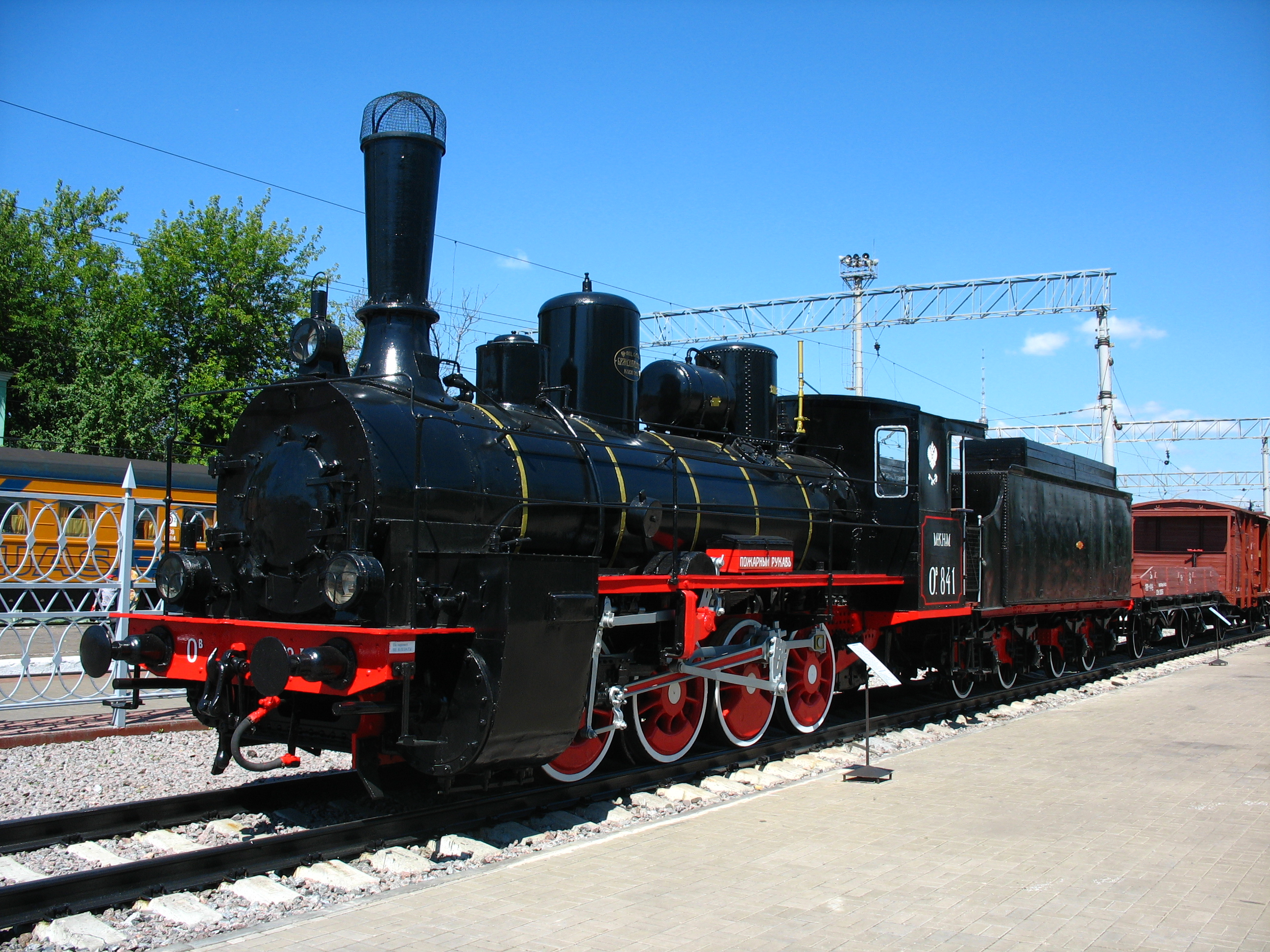
Baureihe Ов
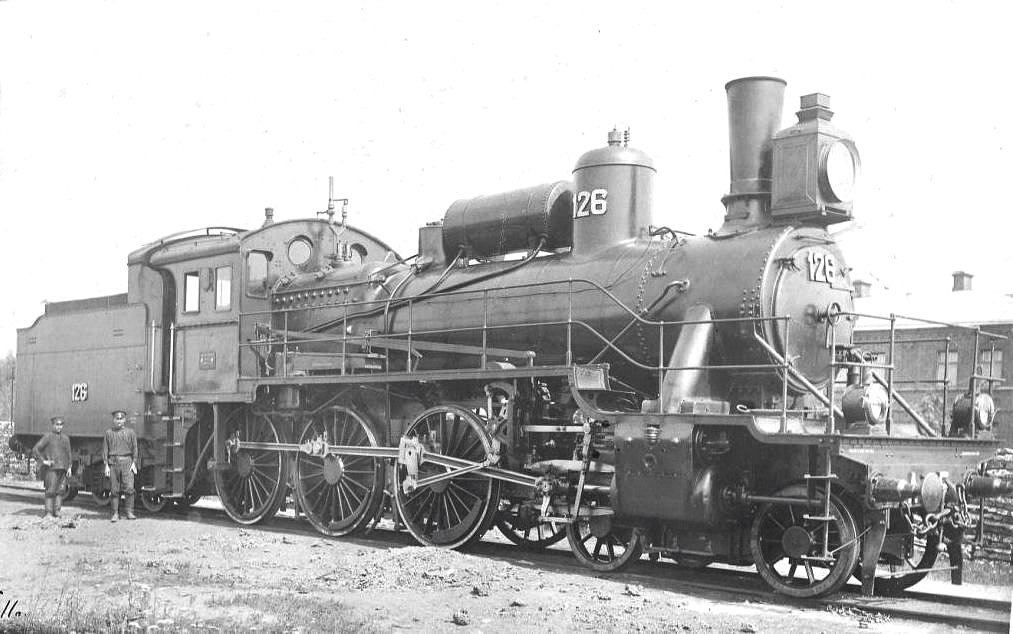
Baureihe Б
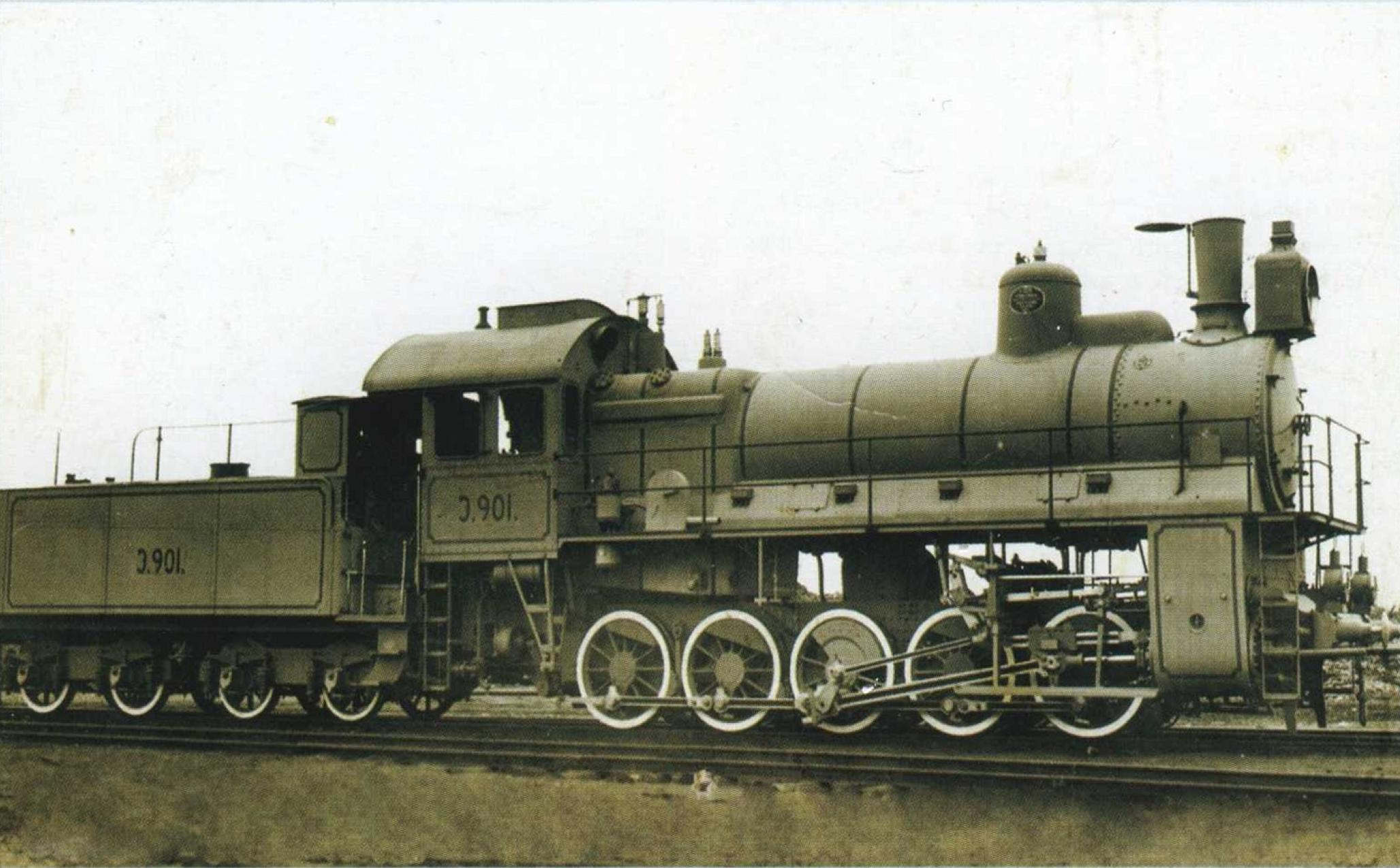
Die erste in Lugansk hergestellte Lokomotive der Baureihe Э